# شجرة ذات جذور عميقة
شجرة ذات جذور عميقة (بالكورية: 뿌리 깊은 나무)؛ هو مسلسل تلفزيوني كوري جنوبي من بطولة هان سوك كيو، جانغ هيوك وشين سي كيونج. عرض على قناة إس بي إس في الفترة من 5 أكتوبر حتى 22 ديسمبر 2011.
عرض المسلسل في تايلاند على القناة 7 في 14 يناير 2016.

## روابط خارجية
شجرة ذات جذور عميقة على موقع IMDb (الإنجليزية)
- شجرة ذات جذور عميقة على موقع نتفليكس (الإنجليزية)
- شجرة ذات جذور عميقة على موقع كينوبويسك (الروسية)
- شجرة ذات جذور عميقة على موقع قاعدة بيانات الفيلم (الإنجليزية)